# Bewehrte Erde

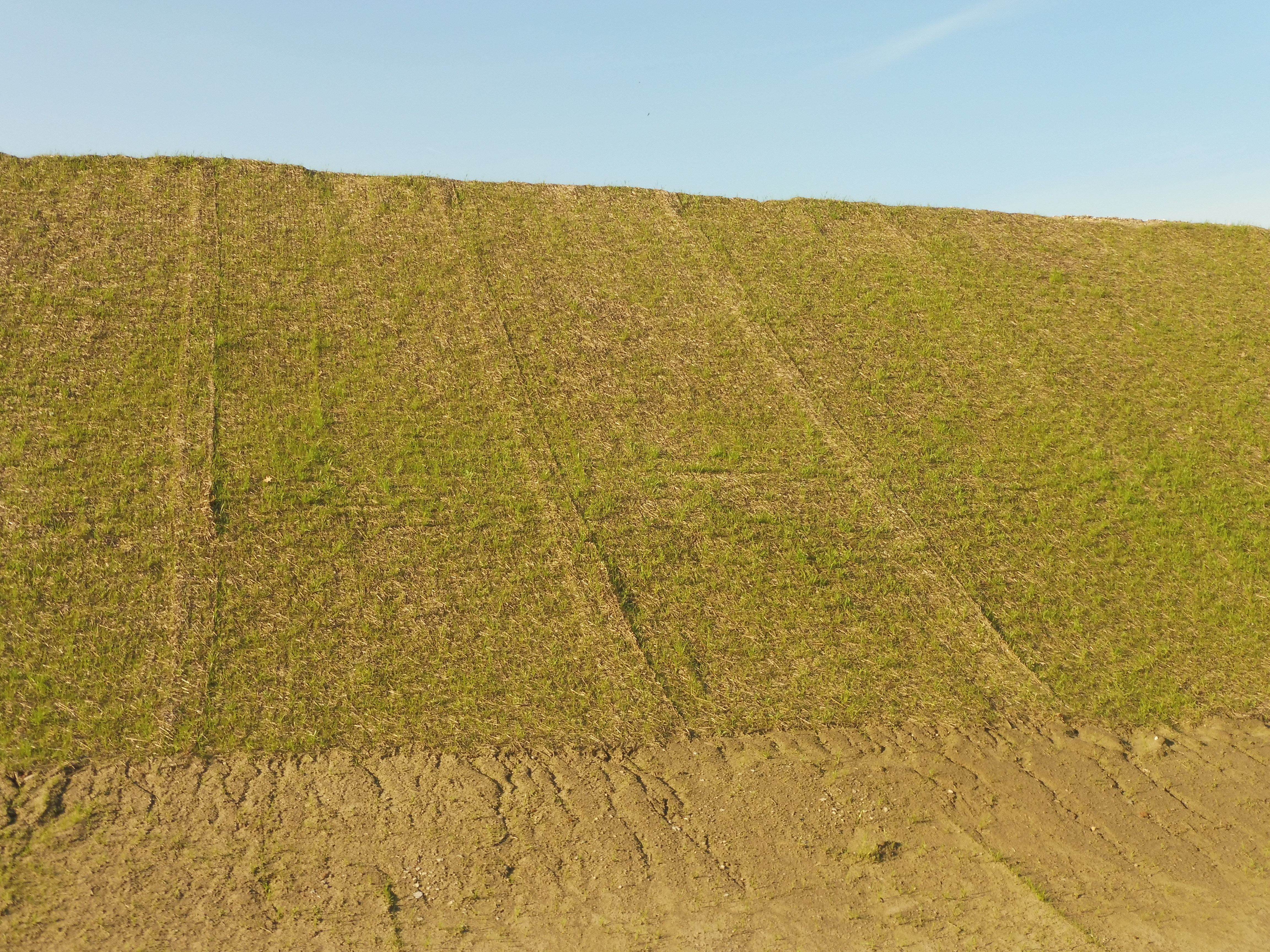
Erosionsschutzmatten auf neuem Brückendamm

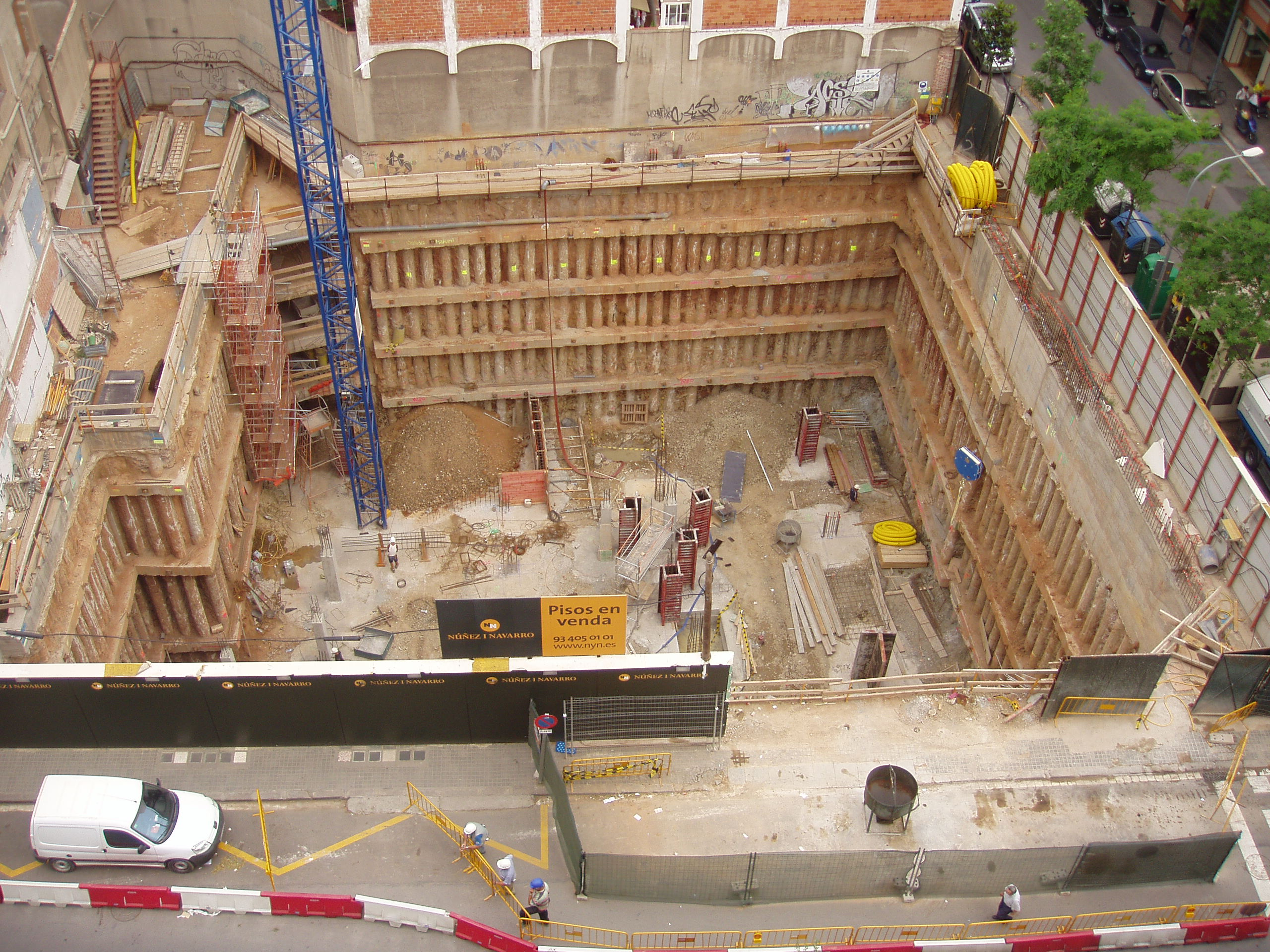
Baugrubenverbau

Unter Bewehrter Erde wird ein Verbundkörper aus Boden und einer Bewehrung verstanden. Bei dieser Bewehrung kann es sich um dünne Injektionspfähle, Stahl oder Kunststoffstäbe (Anker, Nägel), Reibungsbänder, Matten, Gitter oder Geotextilien handeln, welche in verschiedener Art und Richtung eingebracht werden. Dementsprechend unterschiedlich ist auch ihre Beanspruchung.
Im engeren Sinne wird unter bewehrter oder armierter Erde eine Form von Stützwand verstanden, die vom französischen Ingenieur Henry Vidal in den 1960er-Jahren entwickelt wurde. Dabei handelt es sich um in den Boden eingelegte Bewehrungsbänder, die Zugkräfte aufnehmen und diese über Reibung in den Boden abtragen. Anfänglich bestanden die Bewehrungsstäbe ausschließlich aus Stahl. Aufgrund der dabei auftretenden Korrosionsprobleme werden heute häufig Kunststoffe als Bewehrung verwendet.
Um einen Geländesprung durch ein Stützbauwerk zu sichern, kann die bewehrte Erde durch eine Schale aus Ortbeton, Stahlbeton-Fertigteilen oder Stahlblechen abgeschlossen werden, an welche die Bewehrungsbänder angeschlossen werden.